# Sport Club Rio Grande
Fundado en 1900, Sport Club Rio Grande es el equipo de fútbol brasilero más antiguo. Rio Grande participa actualmente en la segunda división del Campeonato Gaúcho, la liga regional de Rio Grande do Sul, competición que ganó en 1936, convirtiéndose en su mayor logro de la historia.

## Historia
Sport Club Rio Grande fue fundado el 19 de julio de 1900, por un alemán llamado Christian Moritz Minnemann, y un grupo de amigos, durante las celebraciones de su cumpleaños número 25. El club ganó su primer título, el Campeonato Gaúcho, en 1936. El 19 de julio de cada año se celebra el día nacional del fútbol brasilero, en honor al nacimiento de este club, el más antiguo del país.

## Estadio
Rio Grande reside su localía en el Estádio Arthur Lawson. El estadio tiene capacidad para 5,000 personas y fue fundado el 31 de agosto de 1985.

## Palmarés
- Campeonato Gaúcho (1): 1936
- Segunda división del Campeonato Gaúcho (1): 1962